# Panorama (amerykański tygodnik)
Panorama, (Panorama USA) – tygodnik polonijny wydawany w Chicago od 1982 roku. Czytany nie tylko w Stanach Zjednoczonych, ale i na całym świecie. Jego archiwalne numery można znaleźć w Bibliotece Narodowej w Warszawie. Założycielem, właścicielem i redaktorem naczelnym Panoramy jest Stanisław Tomasz Pochroń. Urodził się w 1924 r. w miejscowości Zabawa koło Tarnowa. Do Chicago przybył w 1974. Do współpracowników Panoramy należeli: Lydia Kowal, Wojciech Białasiewicz.
Panorama posiadała stronę internetową na której można było znaleźć podstawowe informacje oraz kilkanaście artykułów Grzegorza Krawca, który znany jest także z krajowych czasopism. 

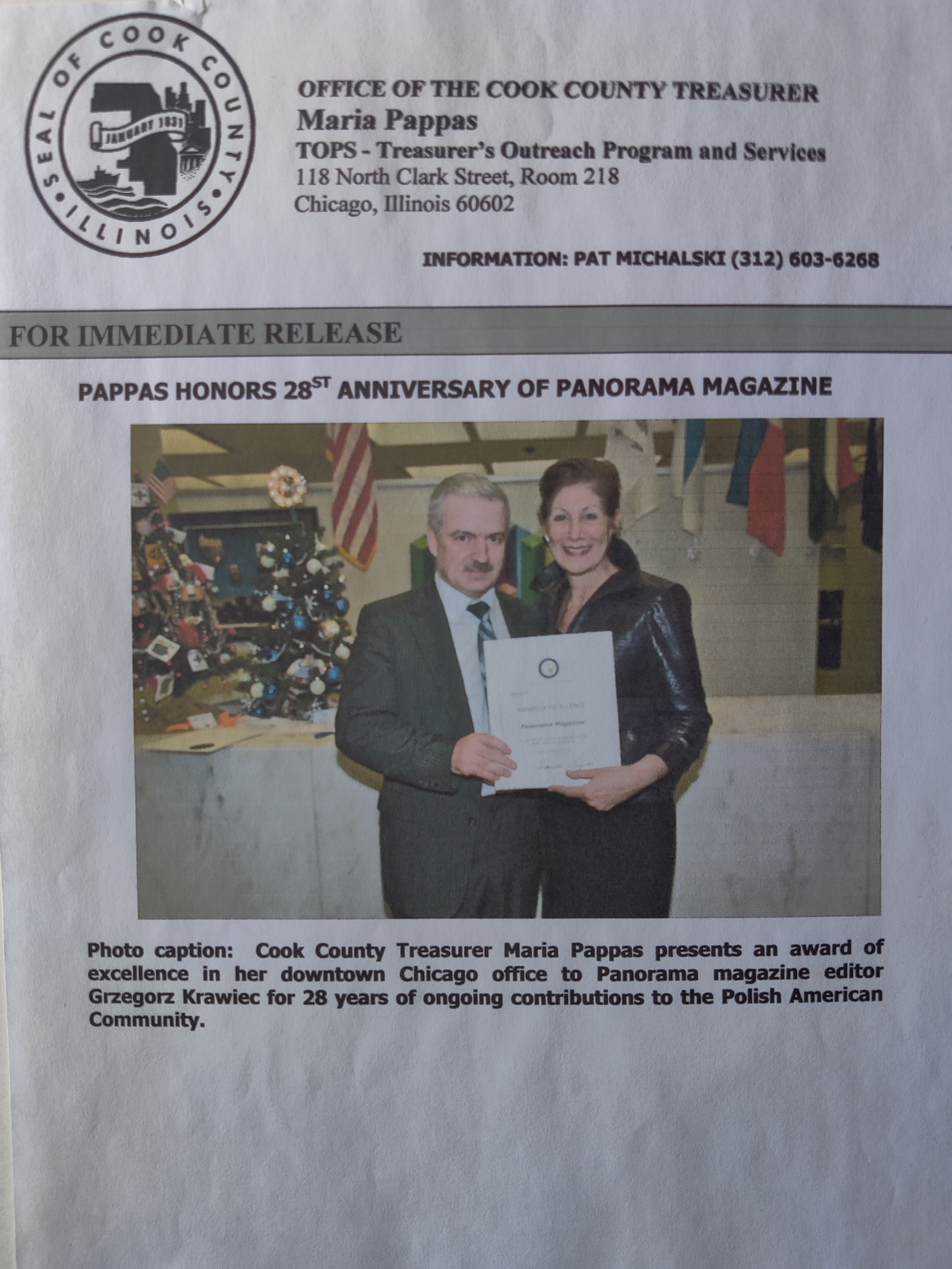
Cook County Treasurer Maria Pappas presents an award of excellence in her downtown Chicago office to Panorama magazine editor Grzegorz Krawiec.

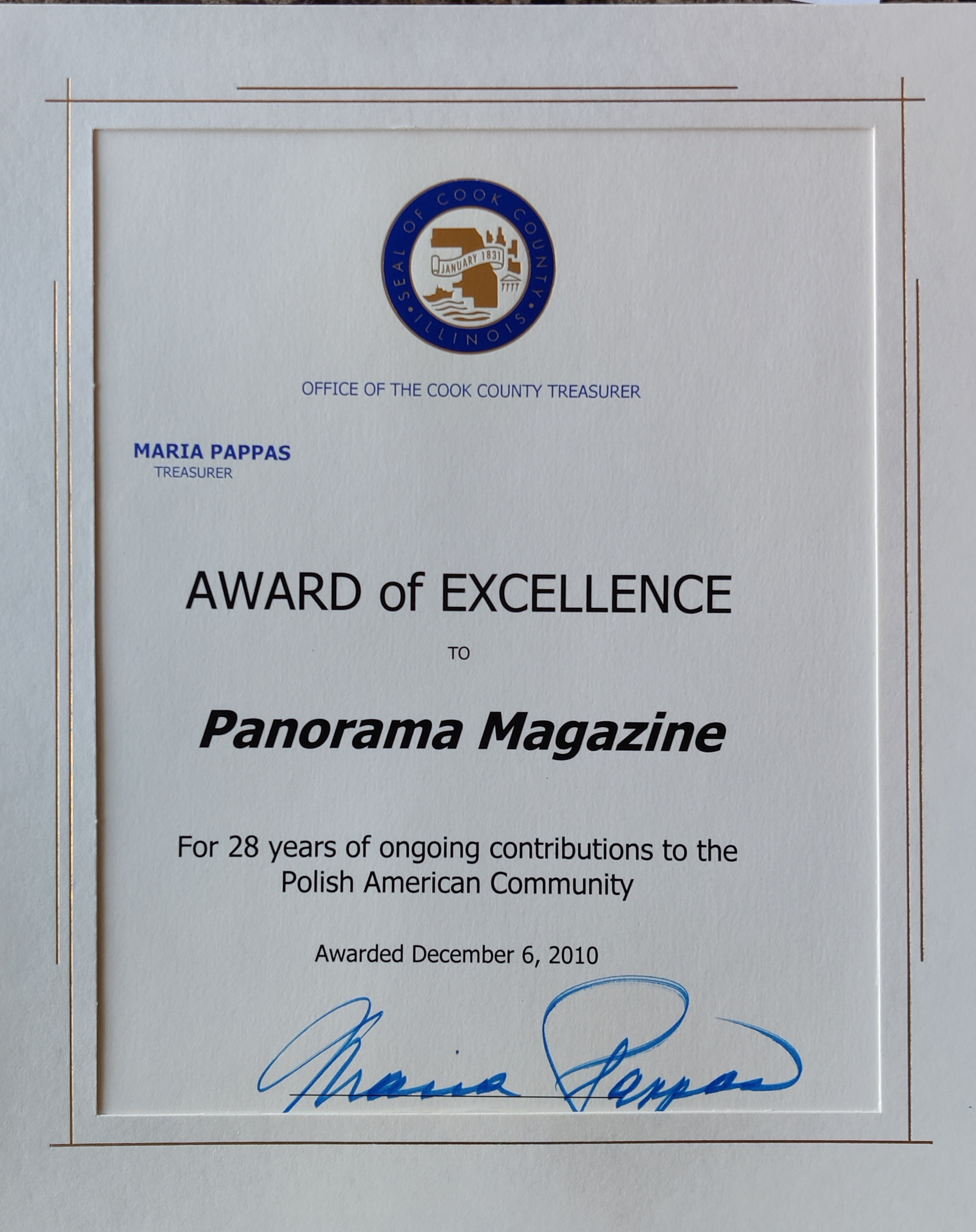
Award of Excellence

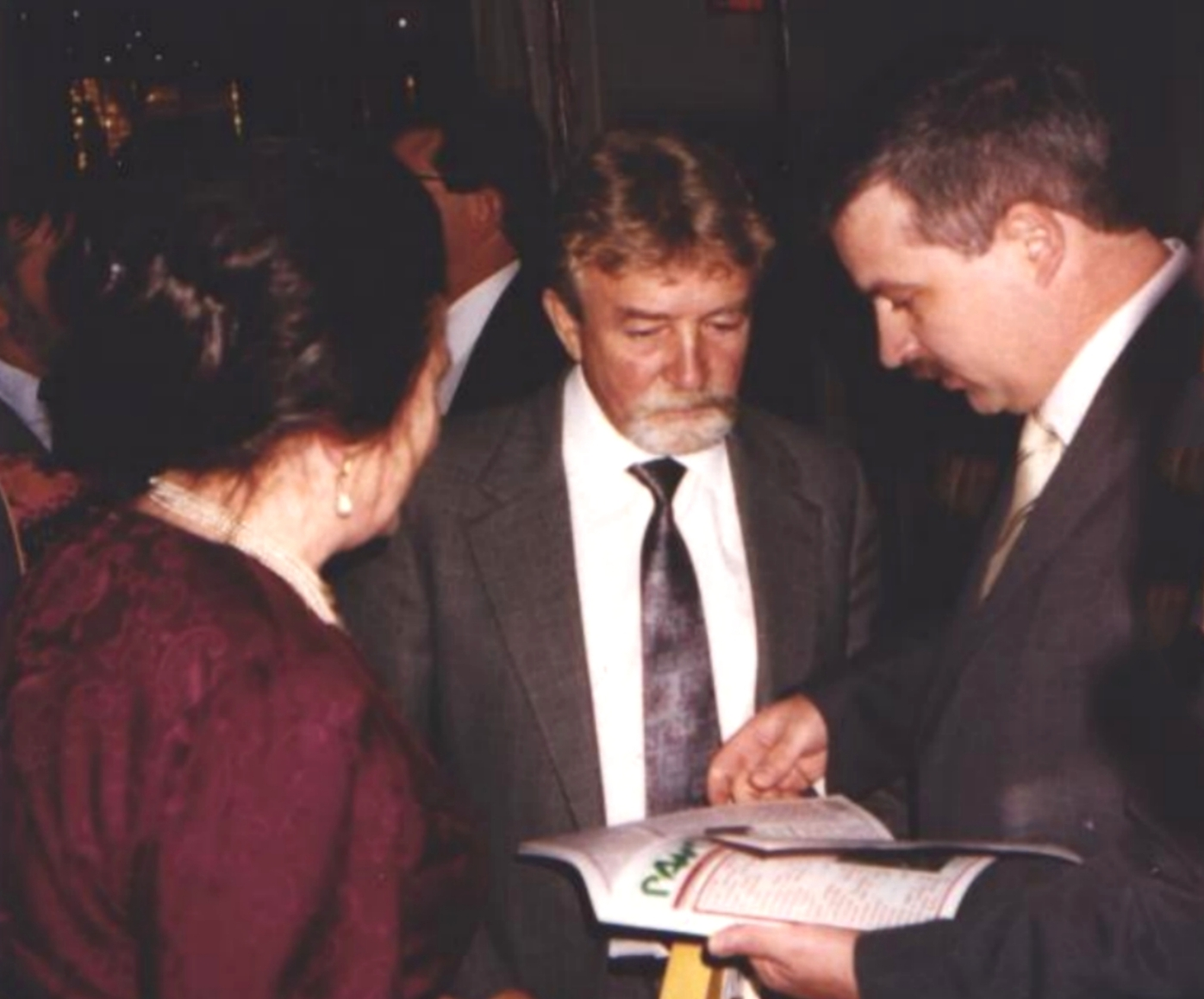
Nad najnowszym wydaniem PANORAMY od lewej: Zofia Surowiak, płk Ryszard Kukliński i red Grzegorz Krawiec.